# S Capricorni
S Capricorni är en orange underjätte av visuell magnitud 8,68 i stjärnbilden Stenbocken. Den misstänktes vara variabel. Noggranna mätningar har emellertid visat att den inte är variabel.